# Леон Біркгольц
Леон Біркгольц (пол. Leon Birkholc, 16 квітня 1904 — 26 квітня 1968) — польський академічний веслувальник.
Бронзовий призер Олімпійських Ігор 1928 року в складі розпашної четвірки зі стерновим.
Бронзовий призер Чемпіонату Європи 1926 (розпашні четвірки зі стерновим), 1929 (розпашні четвірки без стернового) років.